# Palompon
Palompon è una municipalità di seconda classe delle Filippine, situata nella Provincia di Leyte, nella Regione di Visayas Orientale.
Palompon è formata da 50 baranggay:
- Baguinbin
- Belen
- Bitaog Pob. (Ypil III)
- Buenavista
- Caduhaan
- Cambakbak
- Cambinoy
- Cangcosme
- Cangmuya
- Canipaan
- Cantandoy
- Cantuhaon
- Catigahan
- Central 1 (Pob.)
- Central 2 (Pob.)
- Cruz
- Duljugan

- Guiwan 1 (Pob.)
- Guiwan 2 (Pob.)
- Himarco
- Hinablayan Pob. (Central 3)
- Hinagbuan
- Lat-osan
- Liberty
- Mazawalo Pob. (Lili-on)
- Lomonon
- Mabini
- Magsaysay
- Masaba
- Parilla
- Pinagdait Pob. (Ypil I)
- Pinaghi-usa Pob. (Ypil II)
- Plaridel
- Rizal

- Sabang
- San Guillermo
- San Isidro
- San Joaquin
- San Juan
- San Miguel
- San Pablo
- San Pedro
- San Roque
- Santiago
- Taberna
- Tabunok
- Tambis
- Tinabilan
- Tinago
- Tinubdan